# أنطونيو دي آبرو
أنطونيو دي آبرو (بالبرتغالية: António de Abreu) هو ملاح برتغالي، ولد في 1480 في ماديرا في البرتغال، وتوفي في 1514 في الأزور في البرتغال.